# Dudley (virus máy tính)
Virus Oi Dudley hay còn gọi là Dudley là virus máy tính tìm thấy ở Úc vào tháng 2 năm 1993. Virus trú trong bộ nhớ chương trình.COM và.EXE, bao gồm COMMAND.COM. Nó là virus đa hình sử dụng một cơ chế mã hóa dựa trên mã hóa được sử dụng trong virus V2P6, do đó đòi hỏi một cách tiếp cận thuật toán tốt để phát hiện.